# روي كرين
روي كرين (بالإنجليزية: Roy Crane)‏ هو رسام كارتون أمريكي، ولد في 22 نوفمبر 1901 في أبيلين في الولايات المتحدة، وتوفي في 7 يوليو 1977 في أورلاندو في الولايات المتحدة.